# Hibiscus eriospermus
Hibiscus eriospermus är en malvaväxtart som beskrevs av Ferdinand von Hochstetter och Georg Cufodontis. Hibiscus eriospermus ingår i Hibiskussläktet som ingår i familjen malvaväxter. Inga underarter finns listade i Catalogue of Life.